# Sacellarius
Ein Sacellarius (Sakellarios, altgriechisch σακελλάριος) ist ein Beamter, der mit administrativen und finanziellen Pflichten betraut ist (von sakellē oder sakellion, „Börse“). Der Titel wurde im Byzantinischen Reich mit unterschiedlicher Funktion benutzt und besteht bis heute in den orthodoxen Kirchen fort.
Im Byzantinischen Reich beinhaltete das sakellion des Kaisers auch Steuerlisten kaiserlicher Klöster und deren Ländereien. Deshalb war Sakellarios auch ein administrativer Titel, welcher ab dem 7. Jahrhundert dem leitenden Finanzbeamten des Reiches (in etwa dem heutigen Finanzminister) gegeben wurde. Er übernahm damit die Funktion der spätantiken Ämter des comes sacrarum largitionum und des comes rerum privatarum.
Etymologisch stammt das Wort vom lateinischen Sacellus, einer Geldbörse, das neugriechische Wort sakoula, Tasche, hat denselben Ursprung. Das Byzantinische Reich war der Rechtsnachfolger des Römischen Reiches. Deshalb wurden viele lateinische Begriffe in gräzisierter Form in die byzantinische Verwaltungssprache einbezogen.
Weil auch Klöster über einen Finanzhaushalt verfügen, findet sich derselbe Begriff auch in der Griechisch-Orthodoxen Kirche. In späteren Jahrhunderten wurde der Titel durch das griechische (Megas Thesaurophylax) ersetzt, doch besteht er bis heute unverändert fort in der Verwaltung des Ökumenischen Patriarchats von Konstantinopel. Im Konzil von Florenz (1438/1439), dessen Ziel es war, die katholische und die orthodoxe Kirche zu vereinen, fand sich im Gefolge des Patriarchen von Konstantinopel auch dessen Megas Sakellarios.